# Одиннадцать Королевств
Одиннадцать Королевств — группа государств, в которых разворачиваются события романов о дерини писательницы Кэтрин Куртц. Этот термин сохраняется на протяжении всей серии, хотя действительное количество независимых государств в ходе действия романов меняется.

## Бремань
Королевство Бремань расположено на западной оконечности южной части континента. Оно было основано в середине VI века, когда граф Маньский завершил завоевание близлежащих областей. В последующие 100 лет Бремонская Церковь стала доминировать в богословии над другими Церквями Одиннадцати Королевств, но оно практически прекратилось, когда граф Халдейнский Авгарин II создал королевство Гвинед, чтобы защитить независимость собственного духовенства. Несмотря на восстание, случившееся в IX веке, Бремань в целом — спокойная земля с обширными плодородными полями и умеренным климатом, редко находящаяся в вооруженных конфликтах с соседями и ведущая мирную жизнь.

## Коннаит
Расположенный между Ховикке, Меарой и Гвинедом, Коннаит состоит из нескольких независимых государств без единого верховного правителя. На протяжении веков различные части Коннаита воевали между собой, устанавливая границы, что объясняет большое количество опытных воинов в этой стране, которых любят брать в наёмники другие государства. К XII веку Коннаит включал в себя следующие независимые государства: княжество Пардиак, княжество Арброт, великое герцогство Калам, герцогство Лланган, герцогство Киби, герцогство Гаэл, епископство Тибурн, свободную республику Фенвик, ряд графств и баронств, а также несколько аббатств. В книге «Невеста короля Келсона» упоминается «Совет князей», что показывает возможность создания разными частями Коннаита некоего федеративного образования.

## Ховикке и Лланед
Объединенные королевства Ховикке и Лланеда расположены на юго-западной оконечности материка. Лланед лежит к югу от Коннаита и к западу от Гвинеда. Ховикке находился между Лланедом и Аталантским океаном. Эти два государства были независимы более 400 лет, пока в XI веке король Ховикке Колман I не женился на королеве Лланеда Гвенэль. Их сын унаследовал обе короны. Но даже имея одного монарха, королевства оставались формально независимы, имели собственные правительства и знать, и были связаны друг с другом только общим монархом, занимавшим оба трона. В то же время различные в каждой стране законы наследования оставляли возможность для королевств разделиться вновь. (Корона Ховикке наследуется только по мужской линии, а Лланеде возможна и передача по женской.)

## Келдур
Земли Келдура лежат на север от Гвинеда, на противоположной стороне Рендальского хребта. Независимое Княжество Келдур было создано в середине шестого века, но в начале девятого века было завоевано королём Фестилом I. В последовавшие 80 лет Келдур находился под сюзеренитетом Гвинеда, пока граф Сигер Истмаркский не напал на него после реставрации Халдейнов. Позже Сигер принес вассальную клятву королю Гвинеда Кинхилу I Халдейну и земли Келдура стали гвинедским герцогством Клейборн.

## Меара
Меара расположена на побережье Аталантского океана, к западу от других королевств, и граничит с Гвинедом на севере и востоке и с Коннаитом на юге. В качестве независимого государства впервые появилась в VII веке, но внутренние конфликты, длящийся поколениями, и междоусобицы не дали ей совершить заметной территориальной экспансии. Меара стала вассалом Гвинеда в 877 году, но её династия продолжала править еще два века. В 1025 старшая дочь и наследница престола Меары вышла замуж за гвинедского короля Малкольма Халдейна, но часть меарской знати отказались признать переход их страны под управление Гвинеда. В последовавшие за этим 100 лет линия так называемых меарских претендентов не раз пыталась защитить независимость своей страны, но военные экспедиции, которые король Малкольм и его потомки посылали в Меару, сохранили эти земли в составе Гвинеда. Последний претендент был побежден королём Келсоном Халдейном в 1124 году, линия претендентов отозвала свои претензии на трон в 1128 году. В этом же году меарские земли вошли в состав Гвинеда как герцогства Лаас и Ратаркин.

## Мурин
Древняя страна Мурин лежит за южной границей Гвинеда, на северном побережье Южного моря, на востоке она граничит с Торентом, а на западе — с Лланедом. Оно было основано в VI веке и постоянно расширяшилось еще два столетия. Когда в IX веке король Гвинеда Фестил II Фурстан-Фестил женился на дочери последнего короля Мурина, династия этой страны слилась с династией королей Гвинеда. Впоследствии земли Мурина вошли в состав Гвинеда как герцогства Корвин и Картмур.

## Орсаль и Тралия
Остров Орсаль расположен в Южном море, около дельты реки Турия. Эта же река является южной границе Тралии, материкового мыса, лежащего к югу от Торента и к северу от королевства Р`Касси. Орсаль уже в VI веке был независимым, немного позже его правители избрали себе титул хортов Орсальских. Орсаль подчинил себе Западную Тралию в 588 году, но эти земли были включены в приданое и стали независимым государством Жу. В середине IX века последний князь Восточной Тралии, умерший, не оставив наследников, передав своё государство Орсалю, завещав всем последующим правителям титул хорт Орсальский и князь Тралии. Центральное геополитическое положение Орсаля и Тралии делали это государство важным с хозяйственной и торговой точки зрения.